# Pleconax conica
Pleconax conica là loài thực vật có hoa thuộc họ Cẩm chướng. Loài này được Sourikova miêu tả khoa học đầu tiên.